# Nicolae Andruţă Ceauşescu
Nicolae Andruță Ceaușescu (1924 - 14 de dezembro de 2000) foi um general romeno e comandante da escola de treinamento dos oficiais da polícia secreta, a Securitate, em Băneasa Ele foi irmão de Nicolae Ceausescu.
Supostamente, seu pai bêbado declarou seu nome como Nicolae no registro civil, apesar de ter outro filho com esse nome. Uma vez que seu irmão chegou ao poder, nome do seu pai foi feito seu nome do meio, a fim de distinguir os dois. Ao mesmo tempo, ele foi chefe do Ministério do Interior. Devido a um desentendimento com seu irmão, foi posteriormente enviado para dirigir a escola dos oficiais da Securitate em Băneasa. 
Ele foi preso durante a Revolução Romena de 1989, e mais tarde, foi acusado de incitação ao genocídio contra os manifestantes , e foi condenado a 15 anos de prisão. 
Ele morreu com a idade de 76 anos e foi enterrado no Cemitério Militar de Ghencea, em Bucareste. 
Teve dois filhos, Cristian e Claudia.